# Henry Wallis
Henry Wallis (21. februar 1830 – 20. december 1916) var en engelsk kunstmaler. 
Henry Wallis er bedst kendt for oliemaleriet The Death of Chatterton, der blev udstillet på Royal Academy i 1856. Maleriet forestiller digteren Thomas Chatterton, der i en alder af 17 år forgiftede sig selv, formentlig som følge af ulykkelig kærlighed. Chatterton blev af mange yngre kunstnere på den tid opfattet som et stort forbillede. Værket viser Henry Wallis' inspiration fra og tilknytning til Prærafaelitterne. Værket er i dag udstillet på Tate Britain. 
Wallis udstillede kort efter sit andet hovedværk, oliemaleriet "The Stonebreaker". Værket forestiller en arbejder, der ved første øjekast ser ud til at være faldet i søvn, men som har arbejdet sig til døde. 
Senere i livet koncentrerede Wallis sig om maling med vandfarver, og blev i 1878 medlem af Royal Watercolour Society, hvor han udstillede mere end 80 værker i vandfarve.